# Germe des céréales
Pour les articles homonymes, voir Germe (homonymie).

Le germe  des céréales est la partie reproductive des grains de céréales, celle qui germe pour former la future plantule,
c'est l'embryon de la graine.
Il représente de 3 à 17 % de la masse du grain entier chez les principales céréales.
Avec le son, le germe est souvent un sous-produit de la mouture
qui fournit des produits céréaliers raffinés. On peut extraire des germes de céréales des huiles végétales, telles que l'huile de germe de blé, l'huile de son de riz, et l'huile de maïs,
ou les utiliser directement comme ingrédients alimentaires. Le germe est préservé en tant que partie intégrante des aliments complets.
Les méthodes de mouture classique sont destinées à isoler l'albumen, qui est broyé en farine, les enveloppes (son) et le germe étant ôtés. L'élimination du son, et autres issues, vise à produire une farine de couleur blanche plutôt que brune et à éliminer les fibres, ces deux objectifs réduisent la valeur nutritionnelle. Par ailleurs, le germe est riche en graisses polyinsaturées (qui ont tendance à s'oxyder et à rancir en  cours de stockage) et ainsi l'élimination des germes améliore les qualités de conservation de la farine.

## Germe de blé

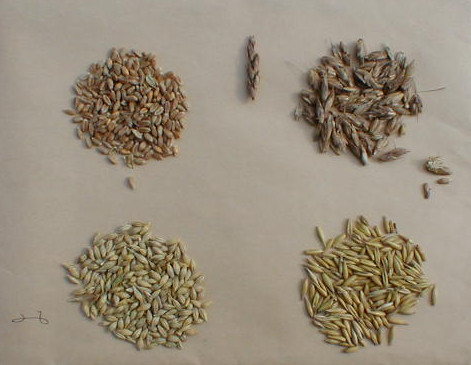
Graines de différentes céréales

Le germe de blé est une source concentrée de plusieurs nutriments essentiels dont la vitamine E, la vitamine B9 (acide folique), le phosphore, la vitamine B1 (thiamine), le zinc et le magnésium, ainsi que des acides gras essentiels et des alcools gras,.
C'est une bonne source de fibres.
Le pain blanc est fabriqué à l'aide de farine dont on a éliminé le germe et le son
.
Le germe de blé peut être ajouté à diverses préparations alimentaires : suppléments de culturisme, ragoûts, muffins, pancakes, céréales, yaourts, biscuits, etc.
Les germes de blé peuvent devenir rances s'ils ne sont pas correctement conservés au réfrigérateur ou au congélateur, et à l'abri de la lumière du soleil.
Certains fabricants préviennent le rancissement en conservant les germes de blé dans des récipients en verre scellés sous vide.

## Autres utilisations
En biologie moléculaire, l'extrait de germes de blé est utilisé pour réaliser des expériences de traduction génétique in vitro, car l'embryon végétal contient toutes les composantes macromoléculaires nécessaires à la traduction de l'acide ribonucléique messager (ARNm) en acides aminés, mais contient une teneur relativement basse de son ARNm propre.
Le germe de blé est également utile en biochimie, car il contient des lectines qui se lient fortement à certaines glycoprotéines. On peut donc l'utiliser pour isoler ce type de protéines.